# Kenneth Miller (Biologe)

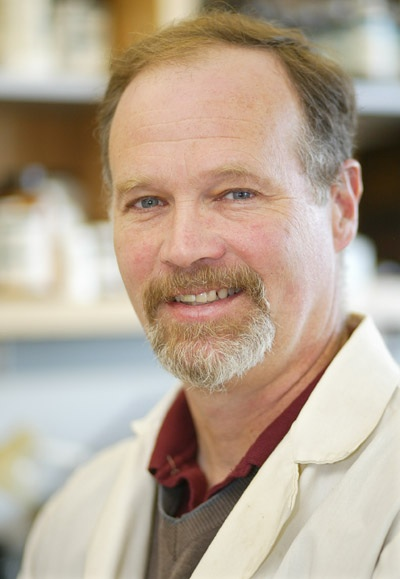
Kenneth Miller (2009)

Kenneth Raymond Miller (* 14. Juli 1948) ist ein US-amerikanischer Professor für Biologie an der Brown University in Rhode Island.
Miller forscht im Bereich der Evolutionstheorie. Miller ist besonders bekannt für seinen Einsatz gegen Kreationismus und Intelligent Design. In seinem Buch Finding Darwin's God: A Scientist's Search for Common Ground Between God and Evolution, führt er aus, dass sich der Glaube an Gott und Evolution nicht gegenseitig ausschließen.
Miller erhielt 1970 seinen Bachelor of Science in Biologie von der Brown University und 1974 seinen Doktorgrad in Biologie von der University of Colorado. Seine Forschung beinhaltet Probleme der Struktur und Funktion von Biomembranen. 2007 sagte Kenneth Miller als Sachverständiger im wichtigen Prozess Kitzmiller v. Dover Area School District in Dover, Pennsylvania aus.
Seit 2010 gehört Miller dem Committee for Skeptical Inquiry an. Im Dokumentarfilm Judgment Day: Intelligent Design on Trial taucht er einmal als Interviewpartner auf und wird dort auch von einem Schauspieler dargestellt.

## Veröffentlichungen
- Miller, K.R. (2000): Finding Darwin's God: A Scientist's Search for Common Ground Between God and Evolution. ISBN 0-06-093049-7
- Miller, K.R. and Levine, J. (2002): Biology: The Living Science.
- Miller, K.R. (2008) Only a Theory: Evolution and the Battle for America's Soul ISBN 978-0-670-01883-3